# Northrop Frye
Pour les articles homonymes, voir Frye.
Northrop Frye, né le 14 juillet 1912, à Sherbrooke, au Québec, et mort le 23 janvier 1991, est un critique littéraire canadien, considéré comme l'un des plus importants théoriciens de la littérature du XXe siècle.

## Biographie

### Enfance et formation
Né au Québec, Frye grandit à Moncton (Nouveau-Brunswick, Acadie). En 1929, il poursuit ses études à l'Université Victoria (Toronto). Il choisit ensuite un cursus théologique à l'Emmanuel College. Avant de devenir pasteur de l'Église unie du Canada, il passe par Saskatchewan et Merton College (Oxford), afin de compléter sa formation, puis revient à Toronto.

### Carrière universitaire et littéraire
Il est professeur d'anglais par intermittence à l'Université de Toronto de 1939 à 1991. Durant l'année 1974-75, il est professeur invité à l'Université Harvard. Il doit son premier succès critique à la parution de son essai Fearful Symmetry en 1947, la première étude fondamentale menée sur l’œuvre de William Blake.
Selon les services secrets rattachés à la Gendarmerie royale du Canada, il aurait milité contre la Guerre du Viet Nam et l'apartheid.

### Famille
Il fut l'époux d'Helen Kemp de 1937 à 1986 puis d'Elizabeth Brown, de 1988 à sa mort.

### Mort
Northrup Frye est mort le 23 janvier 1991. Il repose au Cimetière Mount Pleasant (Toronto).

## Théorie de la littérature
D'une manière générale, le travail théorique de Frye est bien connu hors de France, pays dans lequel l'influence d'un Roland Barthes et d'un Gérard Genette (pourtant lui-même très influencé par des penseurs anglo-saxons comme Nelson Goodman), eux-mêmes portés par le courant post-moderne de la French Theory, en occulte quelque peu la dimension novatrice. Il faut attendre les travaux de l'universitaire français Pierre Brunel et encore, sous l'angle comparatiste, pour que l'éclairage de Frye s'inscrive, en France, dans une généalogie théorique globale des archétypes. Par ailleurs, ce n'est qu'en 1969 que sort chez Gallimard Anatomie de la critique (paru initialement en 1957), où Frye soulève, du point de vue esthétique, la question centrale, à savoir : « Et si la critique littéraire était à la fois une science et un art ? »
Cette anatomie de la critique s'affirme en tant que domaine à part entière des sciences humaines et prend ainsi son autonomie quant à la littérature.
La méthodologie de Frye prend sa source à la fois dans Aristote et dans Giambattista Vico.

## Honneurs et distinctions
- 1958 - Médaille Lorne Pierce
- 1970 - Médaille Pierre-Chauveau
- 1971 - Prix Molson
- 1972 - Compagnon de l'Ordre du Canada
- 1982 - Prix du Gouverneur général
- 1986 - Prix du Gouverneur général
- 1991 - Prix du Gouverneur général

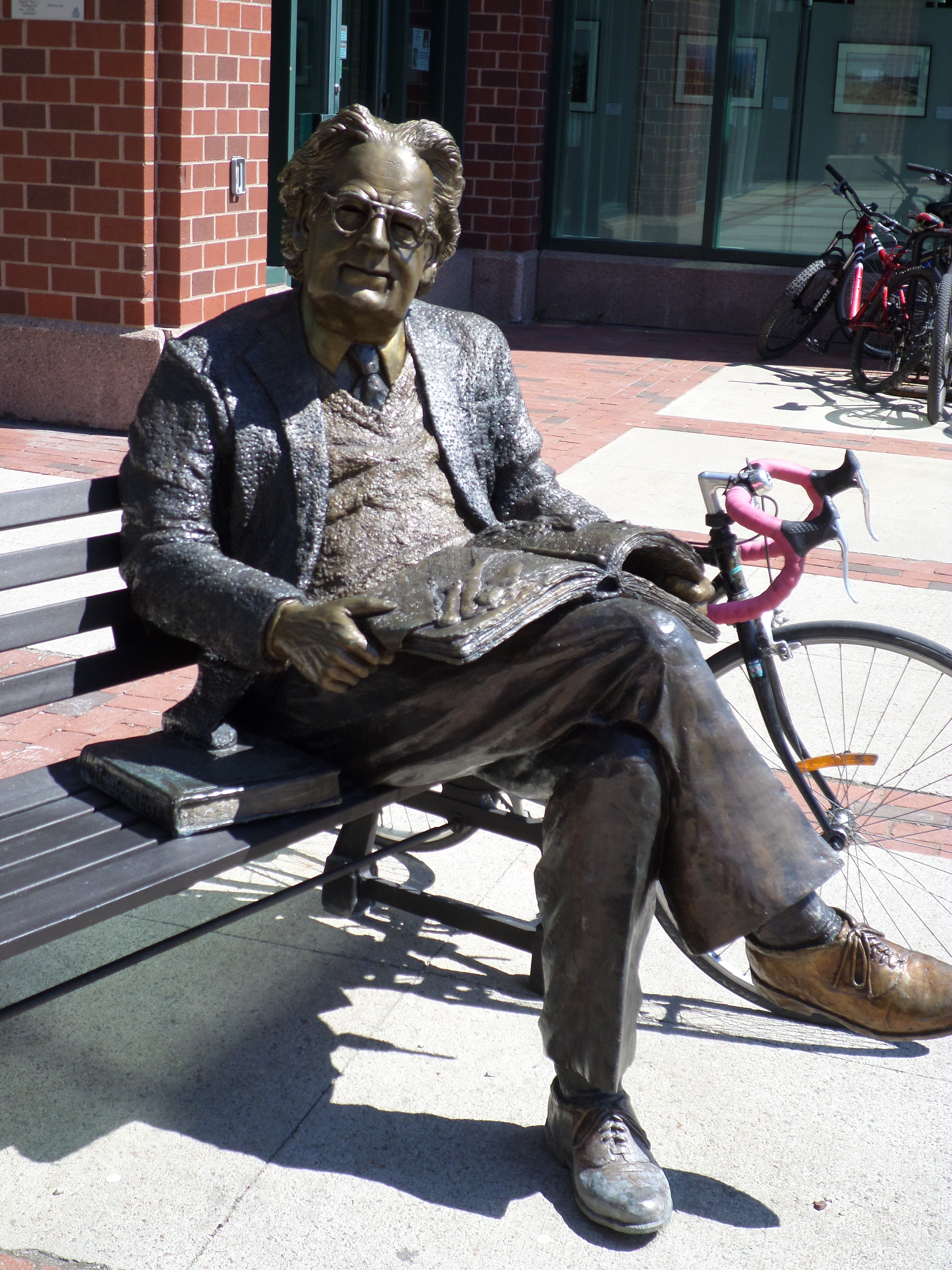
Statue de Northrop Frye à l'entrée de la bibliothèque publique de Moncton.

- Membre de la Société royale du Canada
- Récipiendaire du Prix de la Banque Royale du Canada
- Création du Festival Frye de Moncton.

## Publications
- Anatomie de la critique : quatre essais, publié à Princeton en 1957 sous le titre Anatomy of Criticism: Four Essays, paraît en français en 1969
- Fearful Symmetry : A Study of William Blake, Princeton University Press, 1990, 10e éd., 472 p. (ISBN 978-0-691-01291-9, lire en ligne)
- Shakespeare & son théâtre. Montréal, Boréal, 1988, 269 p.